# Хоцебуж
Хоцебуж (пол. Chociebórz, нім. Koschpendorf) — село в Польщі, у гміні Каменник Ниського повіту Опольського воєводства.
Населення — 140 осіб (2011).

## Демографія
Демографічна структура станом на 31 березня 2011 року:
|          | Загалом | Допрацездатний вік | Працездатний вік | Постпрацездатний вік |
| -------- | ------- | ------------------ | ---------------- | -------------------- |
| Чоловіки | 61      | 11                 | 44               | 6                    |
| Жінки    | 79      | 15                 | 44               | 20                   |
| Разом    | 140     | 26                 | 88               | 26                   |